# حفرية حية

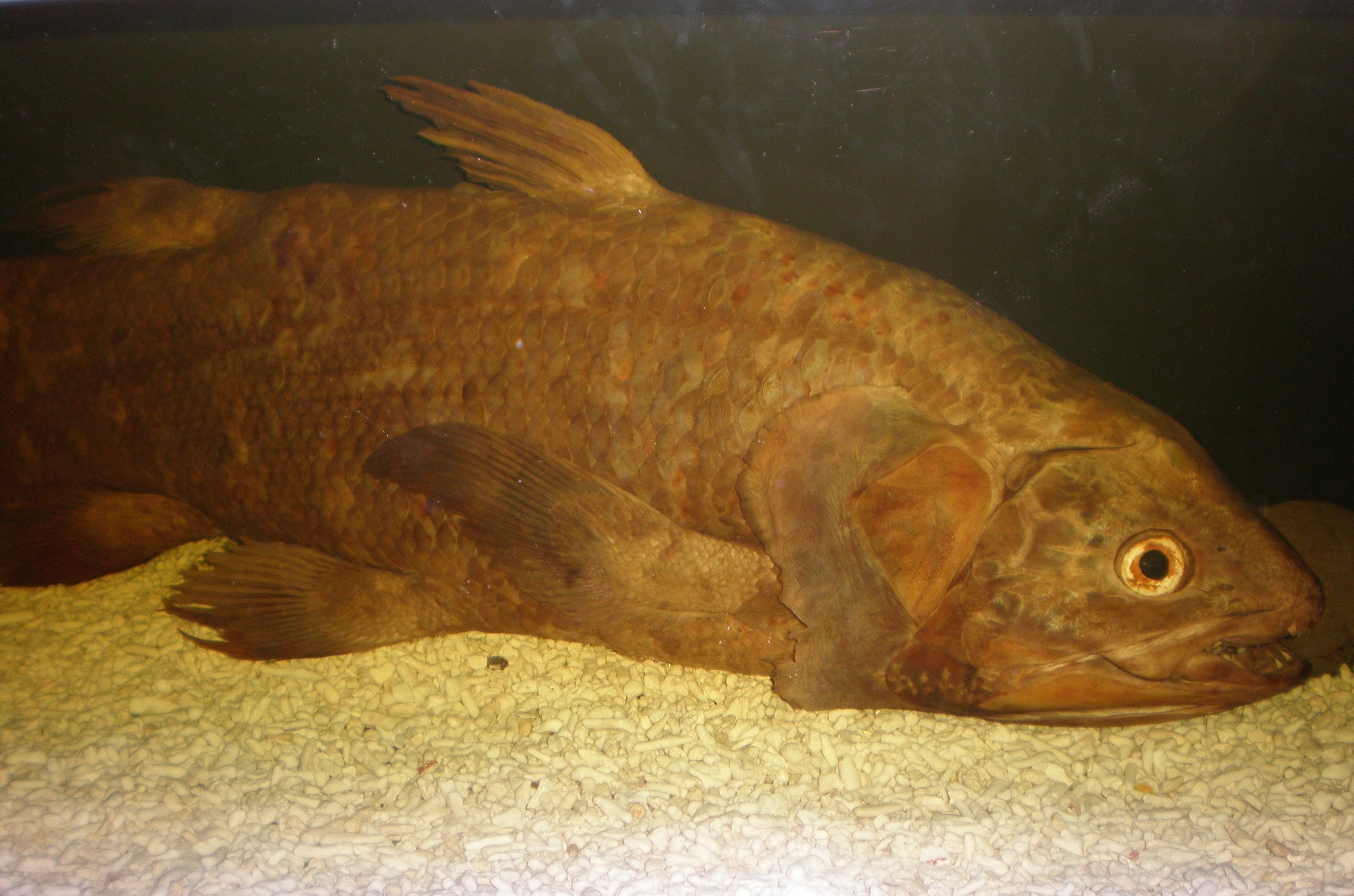
شوكيات الجوف وجدت كأحفوره عمرها 400 مليون سنه كان يعتقد أنها انقرضت، حتى عثر على عينة حية منها تنتمي إلى رتبة في عام 1938.

حفرية حية  هي مسحثاة أو أحفورة أو أثر لكائن حي يعيش في الوقت الراهن، يعود عمر هذه الأحافير إلى مئات الملايين من السنين، يمكن تصنيفها كنوع (أو فرع حيوي) من كائن مشابها للأنواع المعروفة فقط من الأشكال الأحفورية. عادة التشابه هو فقط تشابه ظاهري أو سطحي بين نوعين من أنواع مختلفة، واحدة انقرضت، والآخرى موجودة.

## نظرة عامة
هذه الأنواع لديها سجل أحفوري يشير إلى أنها قد نجت من أحداث الإنقراض الكبرى وعلى وجه العموم لها اليوم علم التصنيف (أحياء) تنوعا منخفضا عموما، عدم وجود أقارب معيشية وثيقة. والأنواع التي يشع بنجاح (تشكيل العديد من الأنواع الجديدة بعد ممكن عنق زجاجة سكانية) أصبحت ناجحة جدا بحيث يمكن اعتباره حفرية حية ".
ويرصد فرق دقيق في بعض الأحيان بين أحد «المتحجرات الحية» و «الأصنوفة لازاروس». والأصنوفة عازر هو أصنوفة (إما نوع واحد أو مجموعة من الأنواع) تعاود الظهور فجأة، سواء في السجل الأحفوري أو في الطبيعة (أي كما لو كانت الأحفورة «تعود إلى الحياة مرة أخرى»)، في حين أن الاحفورة التي تعيش هي من الأنواع التي (على ما يبدو) لم تتغير خلال حياتها الطويلة جدا (أي كما لو أن الأنواع الأحفورية عاشت دائما).
متوسط الوقت لدوران الأنواع (الوقت الذي يستمر للأنواع قبل أن يتم استبدالها) يختلف على نطاق واسع بين شعبة وأخرى، ولكن المتوسطات هي حوالي 2-3 مليون سنة. لذلك، هي من الأنواع الحية التي كان يعتقد أنها انقرضت (على سبيل المثال، في شوكيات الجوف في غرب المحيط الهندى، الجوف ) يمكن أن تسمى التصنيف لازاراس Lazarus taxon بدلا من حفرية حية.
اختفت شوكيات الجوف من السجل الأحفوري قبل نحو 80 مليون سنة (عصر طباشيري) الأعلى. وبطبيعة الحال، فإن الأنواع لاتظهر مجرد من لا شيء، لذلك فإن كل أنواع التصنيف لازاراس (باستثناء الاختفاء والظهور أنواع القائمة الحمراء) تعتبر مع ذلك من الحفريات الحية، إذا كان يمكن أن يظهر أنهم ليسوا من تصنيف ألفيس.

## أمثلة
- سلمندر منغوليا عمر الأحفوره 161 مليون سنه. [4]
- اشجار الجنكه عمر الأحفوره 125 مليون سنه.[5]
- التماسيح عمر الأحفوره 140 مليون سنه. [4]
- سحلية توتارا عمر الأحفوره 200 مليون سنه. [6]
- سلطعون الملك عمر الأحفوره 200 مليون سنه. [7]
- قوقعات عضيدات الارجل عمر الأحفوره 450 مليون سنه.[4]
- رخويات نوفيلينا عمر الأحفوره500 مليون سنه.[4]

## السمات
تتسم الحفريات الحية بسمتين رئيستين، مع وجود سمة ثالثة لدى بعض المؤلفين. السمتان الأولى والثانية ضروريتان لإطلاق مصطلح الحفريّة الحيّة على الكائن، مع إضافة بعض المؤلفين الآخرين للسمة الثالثة من ضمن الشروط الواجبة لذلك. إنهم:
1. أعضاء أصنوفة يظهرون ديمومة؛ بمعنى أنهم يحافظون على قابليّة التعرُّف عليهم في السجل الأحفوريّ على مدار فترات طويلة
2. يظهرون تباعد مورفولوجي، سواءً عن الأعضاء الأوائل من النسب أو بين الأنواع البعيدة
3. يميلون إلى امتلاك تنوُّعًا تصنيفيًّا محدودًا[8]

تلك البيانات ليست مُعرَّفة جيدًا كما أنها ليست كَميّة بوضوح، إلا أن الوسائل الحديثة في تحليل الديناميكيات التطوريّة يمكنها توثيق وتيرة الاستقرار. لا تُعتبر الأنساب التي أظهرت استقرارًا على المدى القصير حفريات حيّة، فالمدى الزمنيّ الذي استمرت فيه الخصائص المورفولوجيّة للنسب غير مُعرَّف جيدًا لكي يُطلق عليه أنه حفريّة حيّة.
يُساء فهم مصطلح «الحفريّة الحيّة» في الأوساط الشعبيّة بالتحديد، حيث تُستخدم الكلمة غالبًا خاليةً من المعنى. في المصنفات الاحترافيّة، لا يظهر المصطلح كثيرًا ويُستخدم بحذر، بالرغم من أنه قد استُخدم بصورة غير متسقة.
تُعتبر أصنوفة لعازر من الأمثلة على المفاهيم التي يمكن أن تختلط بمصطلح «الحفريّة الحيّة»، لكن الاثنين ليسا متساويين، فأصنوفة لعازر (سواءً كان نوعًا واحدًا أو مجموعة مرتبطة من الأنواع) هي التي تظهر فجأة، سواء في السجل الأحفوريّ أو في الطبيعة، كأنما تلك الأحفورة عادت إلى الحياة ثانية. بينما تشير الحفريّة الحيّة إلى النوع أو النسب الذي مرَّ بتغيُّرات قليلة بصورة استثنائيّة خلال السجل الأحفوريّ الطويل، مما يعطي انطباعًا أن الحفريّة ظلت متطابقة خلال وقت التحفُّر وفي العصر الحديث.
يختلف زمن انحلال النوع؛ أي الزمن بين تكوين النوع واختفائه، حسب الشعبة، ولكن المتوسط يصل إلى 2-3 مليون سنة. قد يُطلق على الأصنوفة الحيّة التي اعتُقد أنها منقرضة أصنوفة لعازر بمجرد اكتشافها أنها لازالت موجودة. كانت رتبة شوكيات الجوف من الأمثلة المدهشة على ذلك، حيث وجد منها جنس لَتمِير لا يزال حيًّا عام 1938. تُثار الجدالات حول ذلك، حيث يُنكر البعض أن جنس لَتمِير يمكن اعتباره حفريّة حيّة ناهيك عن أصنوفة لعازر.
اختفت رتبة شوكيات الجوف من السجل الأحفوريّ منذ 80 مليون عامًا (العصر الطباشيري العلويّ)، إلى درجة أنهم يظهرون معدَّلات منخفضة من التطور الشكليّ، تُعتبر الأنواع الموجودة حفريات حيّة. يجب التأكيد على أن هذا الشرط يعكس الدليل الأحفوريّ، ومستقل عن كون الأصنوفة مُعرَّضة للانتخاب على الإطلاق، الانتخاب الذي تتعرَّض له كافة الأنواع الحية باستمرار، بغض النظر ظلوا غير متغيرين جينيًّا أم تغيروا. يؤدي ذلك إلى ارتباك شديد، لأن السجل الأحفوريّ نادرًا ما يحفظ أكثر من المورفولوجيا العامة للعينة، مع ندرة القدرة على تحديد فسيولوجيا الكائن. ومن الأصعب بمكان أن نتعرَّف على الدنا غير المشفر، وحتى لو كانت الأنواع لم تتغير نظريًّا في الفسيولوجيا، يجب أن نتوقع من طبيعة العمليات التناسليّة أن تغيُّرات الجينوم غير الوظيفيّة استمرت بمعدَّلات معيارية. كما أن الحفريّة التي تُظهر ثباتًا في المورفولوجيا لا تنطوي أبدًا على ثبات في الفسيولوجيا، على سبيل المثال، ولا تنطوي على توقف العمليات التطوريّة البسيطة مثل الانتخاب الطبيعيّ، أو تقليل المعدَّل المعتاد من تغيُّر الدنا غير المشفر. باختصار، حتى الأمثلة الأكثر تطرفًا من الحفريات الحيّة لا يتوقع أنها بلا تغيُّرات، بغض النظر عن ثبات حفرياتها وعيناتها.
تُعتبر بعض الحفريات الحيّة أصنافًا عُرفت من حفريات الإحاثة قبل اكتشاف التمثلات الحيّة لها. لا تنطوي حقيقة أن الحفريّة الحيّة عبارة عن تمثُّل لنسب حجريّ على أنها يجب أن تكون بدائيّة السمات عن النسب السلفيّ لها. إلا أنه من الشائع أن نقول أن الحفريات الحيّة تُظهر «استقرارًا مورفولوجيًّا»، والاستقرار في المصنفات العلميّة لا يعني أن النوع يتطابق مع سلفه.
تُعتبر بعض الحفريّات الحيّة مخلفات عن أنساب متنوعة ومختلفة مورفولوجيًّا، لكن لا تُعتبر كل الأنواع الناجية حفريات حيّة.

## التطور والحفريّات الحيّة
تخالف الأحفوره الحيه المبدئ الأساسي لنظرية تطور الأنواع حيث أن أحفورة الكائن الحي الذي لا يزال حي اليوم دليل على عدم تطوره على مدار مئات الملايين من السنين وهذا معاكس لنظرية النشوء والارتقاء، ويظل مصطلح الحفريّات الحيّة معبرًا عن الأنواع أو الفروع الحيويّة الأكبر الاستثنائيّة لافتقارها التنوُّع المورفولوجيّ والمحافظة الاستثنائيّة، وتشرح العديد من الفرضيات هذا الاستقرار المورفولوجيّ على مدي جيولوجيّ طويل الزمن. تؤكِّد التحليلات الأولى عن المُعدَّلات التطوريّة على استمرار الأصنوفة بدلًا من معدَّلات التغيُّر التطوريّ. تحلل الدراسات الحالية معدًّلات وأنماط التطوُّر الظاهريّ، لكن التركيز الأكبر ينصب على الفروع الحيويّة التي يُعتقد أنها تشعبات تكيفيّة بدلًا من التركيز على الحفريّات الحيّة. ولذلك، لا نعرف سوى القليل حاليًا عن الآليات التطوريّة التي أنتجت الحفريّات الحيّة أو عن كيفيّة شيوعها. وثَّقت بعض الدراسات الحديثة معدَّلات منخفضة بصورة استثنائيّة من التطور البيئيّ أو الظاهريّ بالرغم من الانتواع السريع. أُطلق على ذلك مصطلح «التشعُّب اللاتكيفيّ» للإشارة إلى التنوُّع غير المصحوب بالتكيُّف. تلك التشعُّبات هي شروحات للمجموعات المحافظة مورفولوجيًّا. التكيُّف المستمر عبر المنطقة التكيفيّة هو شرح شائع عن الاستقرار المورفولوجيّ. واستقبل الرأي القائل بمُعدَّل التطور القليل اهتمامًا أقل في المصنفات الحديثة.
أشار السؤال المطروح من العديد من الدراسات الحديثة إلى أن المحافظة المورفولوجيّة لشوكيات الجوف لا تدعمها البيانات الإحاثيّة. علاوة على ذلك، ظهر مؤخرًا أن الدراسات التي تشير إلى أن المُعدَّلات المنخفضة من التطور الجزيئيّ ترتبط بالمحافظة المورفولوجيّة في شوكيات الجوف هي دراسات منحازة بفرضية مسبقة/ قبليّة أن هذه الأنواع هي حفريات حيّة. وبالتالي، يتحدى البعض فرضيّة استقرار الجينوم بالنتائج الحديثة أن جينوم النوعين الموجودين من رتبة شوكيات الجوف يحتوي على العديد من الإضافات المميزة، مما يشير إلى النشاط الحديث للجينات القافزة ومساهمتها في التباعد ما بعد الانتواعيّ للجينوم. تتحدى تلك الدراسات فرضيّة استقرار الجينوم فقط، وليس فرضيّة المعدَّلات المنخفضة بصورة استثنائيّة للتطور الظاهريّ.

## التاريخ
صاغ المصطلح تشارلز داروين في كتابه أصل الأنواع عام 1859، عندما كان يناقش خلد الماء وذفافة أمريكا الجنوبيّة:

## اقرأ أيضا
- سجل الحفريات مجلة
- كولاكانث غرب المحيط الهندي
- سمك الكولاكانث الإندونيسي